# Tamara de Sousa
Tamara Alexandrino de Sousa (nascida em 8 de setembro de 1993, no Rio de Janeiro) é uma atleta brasileira que compete na categoria heptatlo.

## Biografia
Tamara estreou internacionalmente no Campeonato Mundial Juvenil de Atletismo de 2009, na Itália. Ela conquistou uma medalha de bronze, ainda durante sua carreira  júnior no Campeonato Mundial Júnior de Atletismo de 2012, na  Espanha. Desde 2012, participa de competições sênior regionais, conquistando medalha de bronze no Campeonato Ibero-Americano, na Venezuela. Ela também foi bem-sucedida no Campeonato Sul-Americano, conquistando duas medalhas de ouro em 2013 e 2017. A nível mundial, Tamara estreou-se no Mundial de Londres, em 2017.

## Heptatlo
| Ano  | Pontuação | Cidade       | Data       | Rank. Mundial |
| ---- | --------- | ------------ | ---------- | ------------- |
| 2019 | 5460 p.   | Bragança     | 30-8-2019  |               |
| 2017 | 6040 p.   | São Bernardo | 11-6-2017  |               |
| 2016 | 5697 p.   | São Bernardo | 1-7-2016   |               |
| 2015 | 5574 p.   | São Bernardo | 15-5-2015  |               |
| 2014 | 5962 p.   | São Paulo    | 10-10-2014 |               |
| 2013 | 5814 p.   | São Paulo    | 7-6-2013   |               |
| 2012 | 5900 p.   | Barcelona    | 13-7-2012  |               |
| 2011 | 5545 p.   | Medelín      | 25-9-2011  |               |
| 2010 | 5280 p.   | São Paulo    | 6-6-2010   |               |
| 2009 | 4692 p.   | São Paulo    | 9-8-2009   |               |

## Premiações
| Anno | Manifestazione                        | Sede           | Evento                    | Risultato         | Prestazione | Note |
| ---- | ------------------------------------- | -------------- | ------------------------- | ----------------- | ----------- | ---- |
| 2009 | Mundial Juvenil de Atletismo          | Bressanone     | Heptatlo                  | 15ª               | 4522 p.     |      |
| 2010 | Jogos Olímpicos de Verão da Juventude | Singapore      | 100 metros com obstáculos | Bateria           | 14"29       |      |
| 2010 | Sul-Americano U18                     | Santiago       | Heptatlo                  | Medalha de Ouro   | 5347 p.     |      |
| 2011 | Pan-Americano U20                     | Miramar        | Heptatlo                  | Medalha de Ouro   | 5477 p.     |      |
| 2011 | Sul-Americano U20                     | Medellín       | Heptatlo                  | Medalha de Ouro   | 5545 p.     |      |
| 2012 | Ibero-Americano                       | Barquisimeto   | Heptatlo                  | Medalha de Bronze | 5548 p.     |      |
| 2012 | Mondia U20                            | Barcellona     | Heptatlo                  | Medalha de Bronze | 5900 p.     |      |
| 2012 | Sul-Americano U23                     | São Paulo      | Heptatlo                  | Medalha de Prata  | 4870 p.     |      |
| 2013 | Sul-Americano                         | Cartagena      | Heptatlo                  | Medalha de Ouro   | 5685 p.     |      |
| 2014 | Jogos Sul-Americanos                  | Santiago       | Heptatlo                  | 5ª                | 5457 p.     |      |
| 2014 | Campeonato Ibero-Americano            | São Paulo      | Salto em altura           | Medalha de Bronze | 1,75 m      |      |
| 2014 | Sul-Americano U23                     | Montevideo     | Salto em altura           | Medalha de Ouro   | 1,82 m      |      |
| 2015 | Jogos Pan-Americanos                  | Toronto        | Heptatlo                  | 10ª               | 5542 p.     |      |
| 2016 | Campeonato Ibero-Americano            | Rio de Janeiro | Heptatlo                  | 8ª                | 4102 p.     |      |
| 2017 | Sul-Americano                         | Asunción       | Heptatlo                  | Medalha de Ouro   | 5667 p.     |      |
| 2017 | Mundial                               | Londres        | Heptatlo                  | 24ª               | 5631 p.     |      |

## Melhores marcas pessoais
- 200 metros rasos  -  24"06  -  2012
- 800 metros rasos  -  2'26"01  -  2017
- 100 metros com obstáculos  -  13"88  -  2017
- Salto em altura  -  1,85 m  -  2014
- Salto em distância  -  6,09 m  -  2013
- Arremesso de peso  -  15,01 m  -  2016
- Arremesso de dardo  -  46,96 m  -  2015
- Heptatlo feminino  -  6040 p.  -  2017